# St. Theresa Point
St. Theresa Point är ett reservat i Kanada.   Det ligger i provinsen Manitoba, i den sydöstra delen av landet, 1 700 km nordväst om huvudstaden Ottawa.
Trakten runt St. Theresa Point är nära nog obefolkad, med mindre än två invånare per kvadratkilometer.